# Muscle Beach

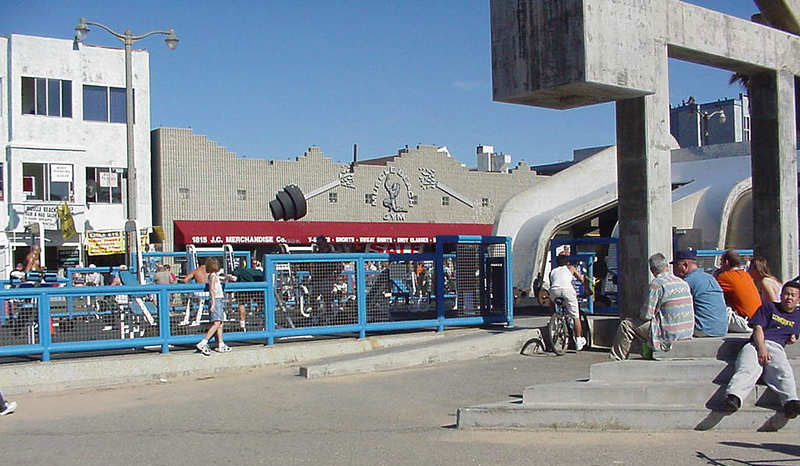
Muscle Beach Venice

Muscle Beach (lub Muscle Beach Venice) – nazwa ekskluzywnej lokalizacji w mieście Santa Monica, będąca miejscem narodzin boomu kultury fizycznej w Stanach Zjednoczonych w XX wieku (zapoczątkowanego w 1934) głównie dzięki gimnastyce i kulturystyce na południe od Santa Monica Pier. Muscle Beach Venice to współczesna nazwa platformy do podnoszenia ciężarów wybudowanej 18 lat po założeniu oryginalnej Muscle Beach w Venice w Kalifornii - odrębnej dzielnicy miasta Los Angeles.
Muscle Beach Venice otrzymała oficjalne miano w 1987 roku przez władze miasta Los Angeles, a nazwa wyróżniająca „Venice” została dodana do lokalizacji na cześć pierwotnego miejsca jej powstania w Santa Monica. Współczesna Muscle Beach Venice znajduje się dwie przecznice na północ od ulicy Venice Boulevard przy ulicy Ocean Front Walk w Venice w Kalifornii.
Punkt orientacyjny „Muscle Beach” w Santa Monica wywodzi swoją nazwę od rosnącej lokalnej i krajowej reputacji gimnastyków i sportowców siłowych, którzy gromadzili się na tak zwanym „Santa Monica Beach Playground”. Otwarcie w 1940 r. pierwszej ogólnokrajowej sieci siłowni do podnoszenia ciężarów przez słynnego pioniera wśród operatorów sieci siłowni – Vica Tanny’ego, zaledwie dwie przecznice od Muscle Beach w Santa Monica jest powszechnie uważane za kluczowy czynnik przyczyniający się do rosnącej atrakcyjności sportów takich jak kulturystyka i podnoszenie ciężarów. W latach pięćdziesiątych Muscle Beach zyskała światową sławę i pomogła spopularyzować kulturę fizyczną dzięki odbywającym się tam zawodom w akrobatyce i kulturystyce oraz pomogła przyczynić się do amerykańskiego ogólnokrajowego ruchu na rzecz zdrowia i sprawności fizycznej trwającego do XXI wieku.

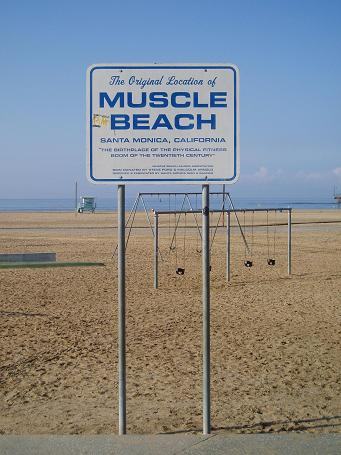
Znak Muscle Beach

## Historia
Początki Muscle Beach sięgają lat 30. XX wieku kiedy agencja Works Progress Administration (WPA) zainstalowała tam sprzęt do ćwiczeń fizycznych. Niedługo potem na miejskim sprzęcie rutynowo odbywały się zawody gimnastyczne i akrobatyczne. Platforma na plaży ze sprzętem do podnoszenia ciężarów stanowiła miejsce do ćwiczeń dla tak znanych kulturystów jak Vic Tanny, Jack LaLanne i Joe Gold. Pojawiła się również siłownia Muscle House gdzie ćwiczyli tacy zawodnicy jak: Chet Yorton, Steve Reeves, Vince Edwards, Jack Delinger, George Eiferman czy Dave Draper.
W 1958 doszło do gwałtu na dwóch Afroamerykankach, a sprawcami było czterech ciężarowców - w tym medaliści olimpijscy Isaac Berger i David J. Sheppard - wydarzenie odbiło się szerokim echem nie tylko w Kalifornii ale i w całych Stanach Zjednoczonych - niedługo potem sprzęt do ćwiczeń umieszczony na plaży został zniszczony a miasto odcięło się od promowania Muscle Beach.
W 1989 roku miasto Santa Monica przeprowadziło renowację oryginalnej Muscle Beach, która dziś służy gimnastykom i akrobatom z dużym placem do ćwiczeń gimnastycznych. W międzyczasie Wydział Rekreacji i Parków (ang. Recreation and Parks Department) miasta Los Angeles kontynuował rozbudowę placu do podnoszenia ciężarów i kulturystyki, a także zajmował się wydarzeniami związanymi z oryginalną Muscle Beach w Venice.
Obecnie jest to otwarty park z ogrodzonym terenem, na którym znajduje się sprzęt do podnoszenia ciężarów oraz piaskownica z drążkami gimnastycznymi, linowymi i akrobatycznymi. W sierpniu 2012 nazwy Muscle Beach i Muscle Beach Venice rozszerzono również ze względu na dużą koncentrację przedsiębiorstw związanych z podnoszeniem ciężarów, fitnessem i kulturystyką w okolicy (kluby fitness i siłownie). Dave Draper, Larry Scott, Arnold Schwarzenegger, Danny Trejo i współzałożyciel gangu Crips - Stanley Tookie Williams byli stałymi bywalcami tego miejsca. Chet Yorton trenował w Muscle Beach Venice we wczesnych latach 60. XX wieku, aby przygotować się do zwycięstwa nad Arnoldem Schwarzeneggerem w konkursie NABBA Mr. Universe.

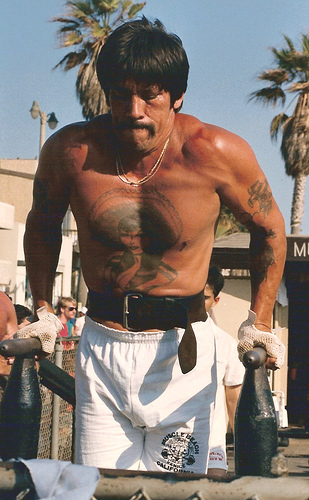
Danny Trejo podczas treningu siłowego na Muscle Beach